# Château de Louvois
Le château de Louvois est un château situé sur la commune de Louvois dans le département de la Marne.

## Historique
Le premier château de Louvois a été créé au début du XIIIe siècle, en tant que simple seigneurie, propriété de Gaucher de Châtillon, puis de la famille de Cramaille. De cette période il subsiste les douves, les caves, la prison.

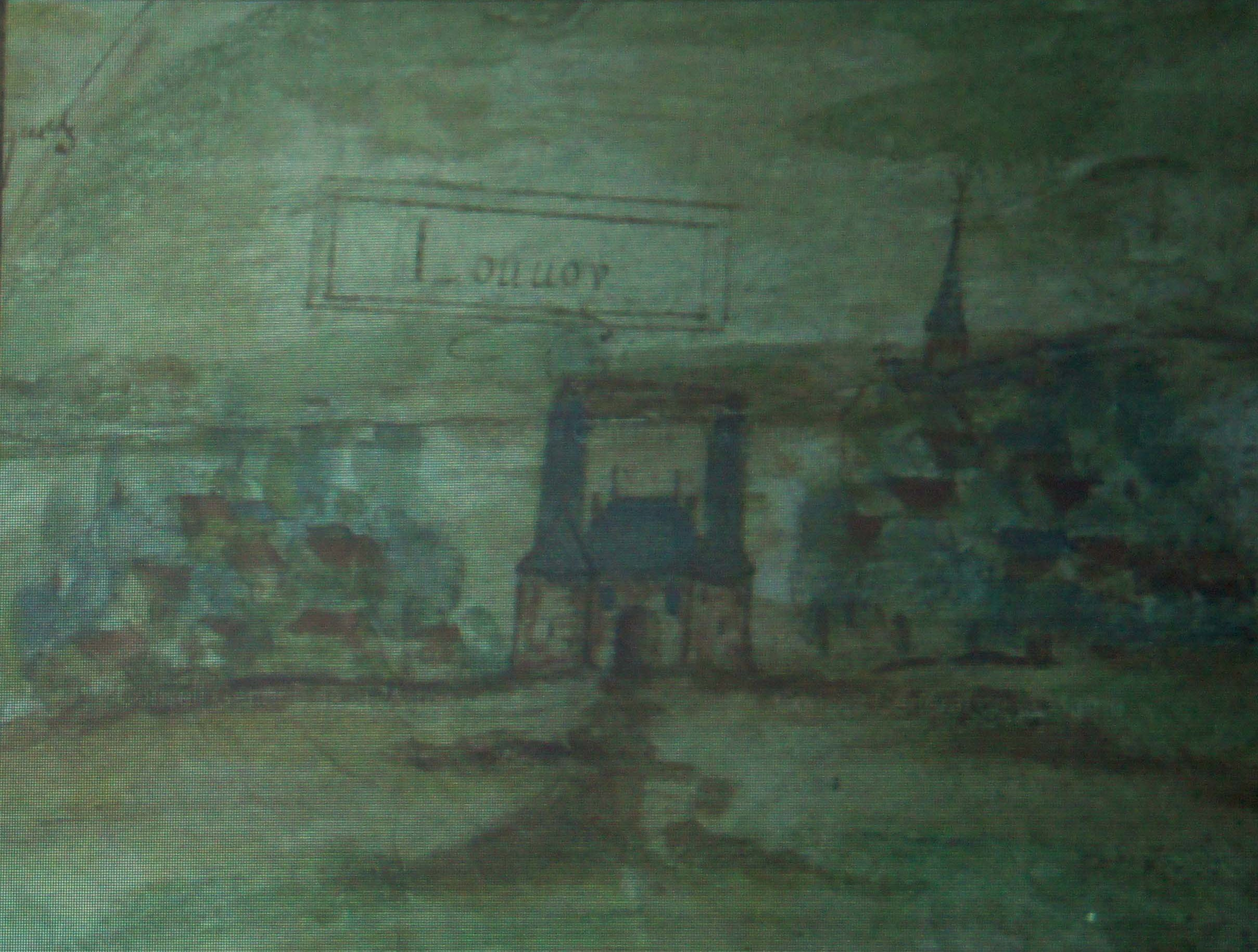
Le château médiéval, Archives départementales de la Marne.

Lors de son acquisition par Michel Le Tellier, marquis de Barbezieux et secrétaire d'État à la Guerre du jeune roi Louis XIV, la propriété fut érigée en marquisat, puis fit partie de la dot de mariage de son fils François Michel Le Tellier de Louvois avec des hectares de vignes et de nombreux bois. Coordinateur de la construction du château de Versailles après la mort de Colbert, ce dernier se fit construire un magnifique château sur des plans de Mansart et des jardins de cinquante hectares dessinés par Michel Le Bouteux, un élève de Le Nôtre. Les terrassements et trois kilomètres de canalisations déversaient les eaux de Vertuelles et de la Fontaine fraîche dans le grand bassin supérieur qui lui-même alimentait le bassin de 60 pieds de la terrasse et les quatre bassins latéraux furent construits sous la conduite de Sébastien Le Prestre de Vauban et les Gardes suisses comme main-d’œuvre. Il constitua dans son domaine un équipage pour la chasse à courre.
À la suite de revers de fortune, le domaine devint en 1776 la propriété d'Adélaïde et Sophie, deux des filles du Roi Louis XV. Il est alors élevé en duché-pairie. Connu à cette époque sous le nom de château des Dames de France, en référence aux filles de Louis XV, c'est l'architecte Nicolas Durand qui interviendra pour des travaux au château.
Lors de la Révolution française le domaine fut détruit. Il ne subsiste que les fondations, la grille d'entrée, l'orangerie, les fossés, le vertugadin, l'adduction d'eau et les grands bassins. À son emplacement, fut édifié, au XIXe siècle, un simple pavillon de facture classique avec quelques matériaux d'origine et un jardin paysager. 
Depuis 1989, le château, avec ses 35 hectares de jardins, est la propriété de la maison de champagne Laurent-Perrier. Une petite partie du jardin historique a été reconstitué à partir des plans originels. La propriété ne se visite pas.

## Dates importantes[4]

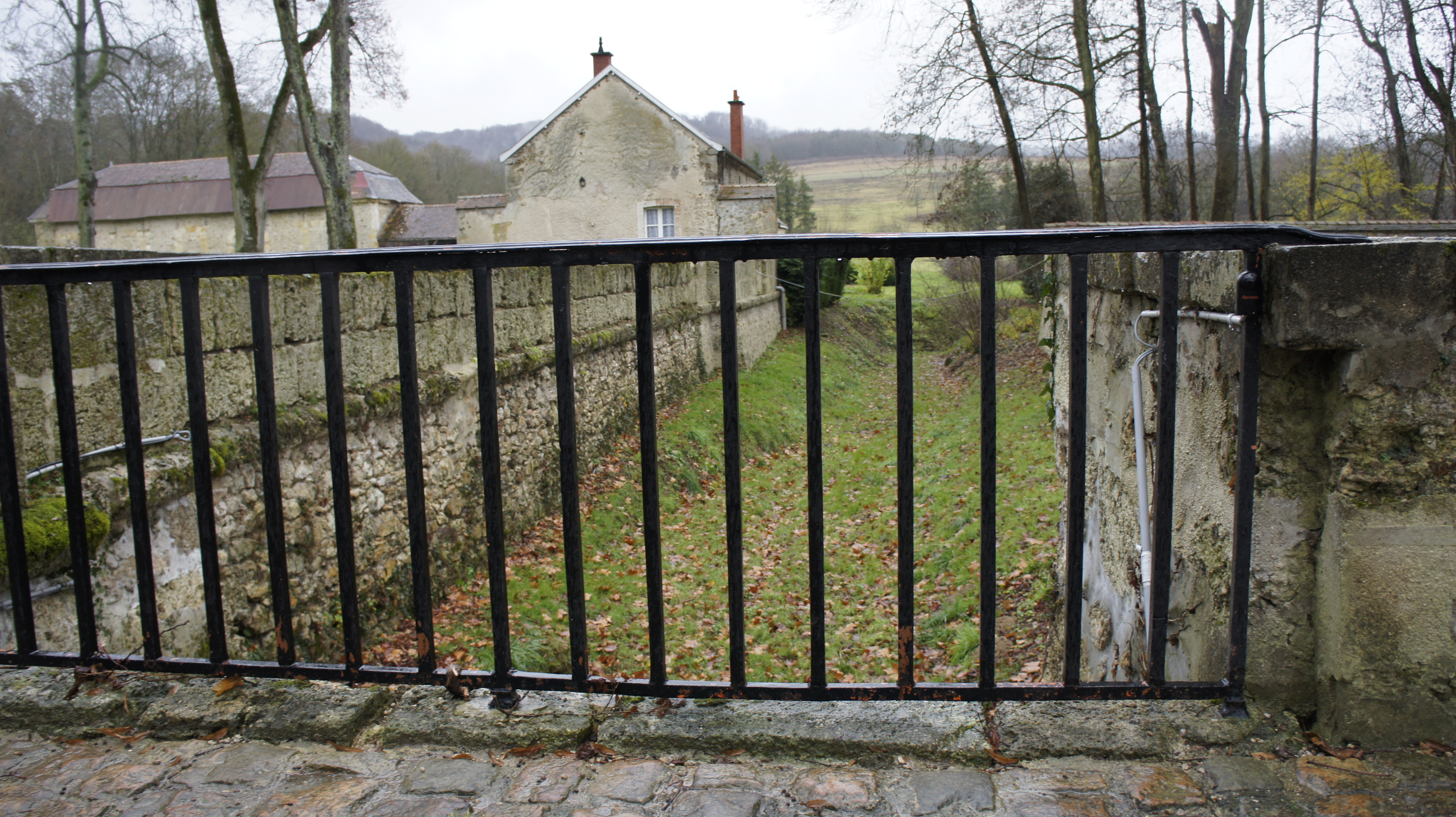
Une vue des fossés partie médiévale ; de l'orangerie, parties construite par Louvois.

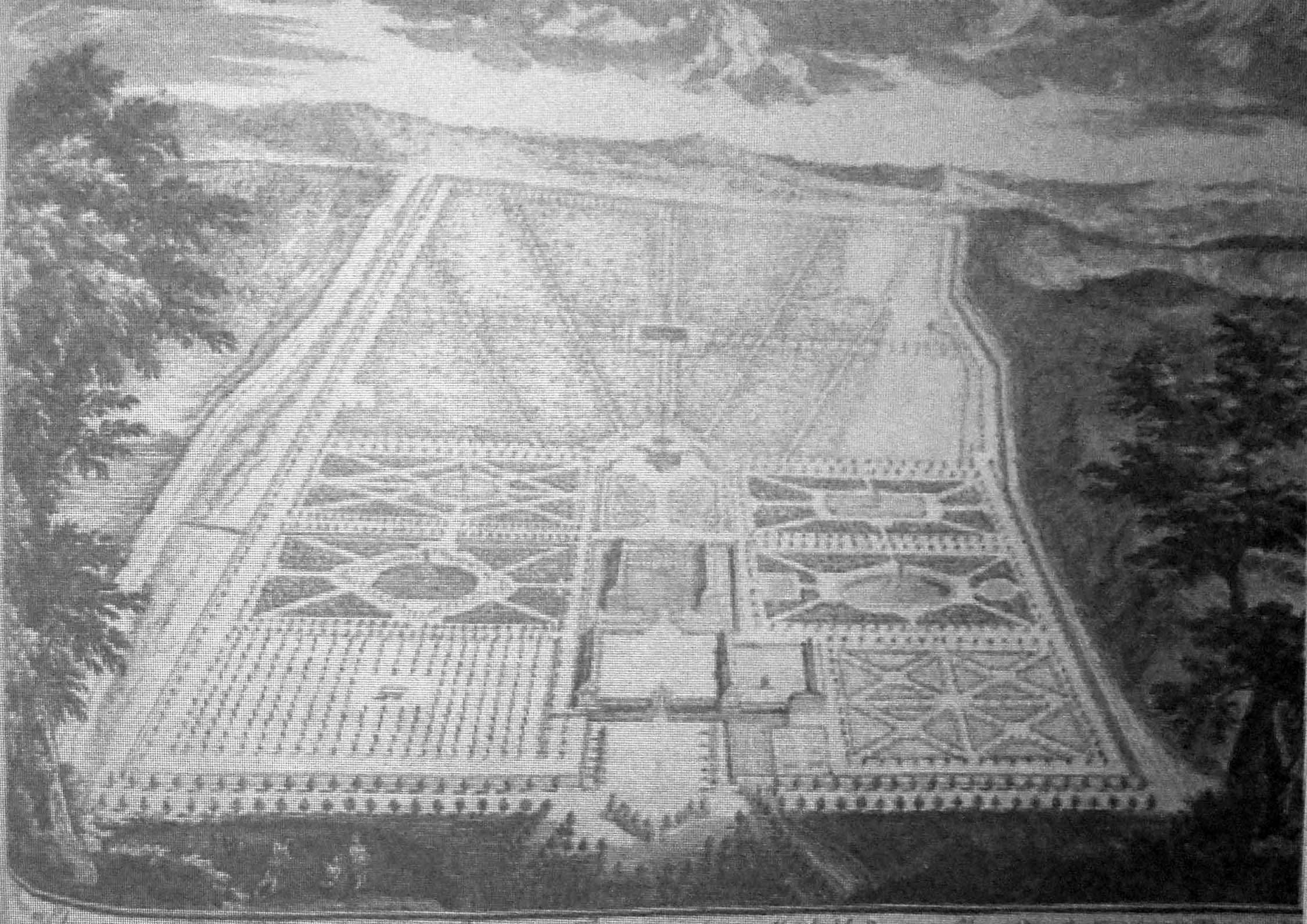
Parc du château de Louvois, dessin de Michel le Bouteux fils.

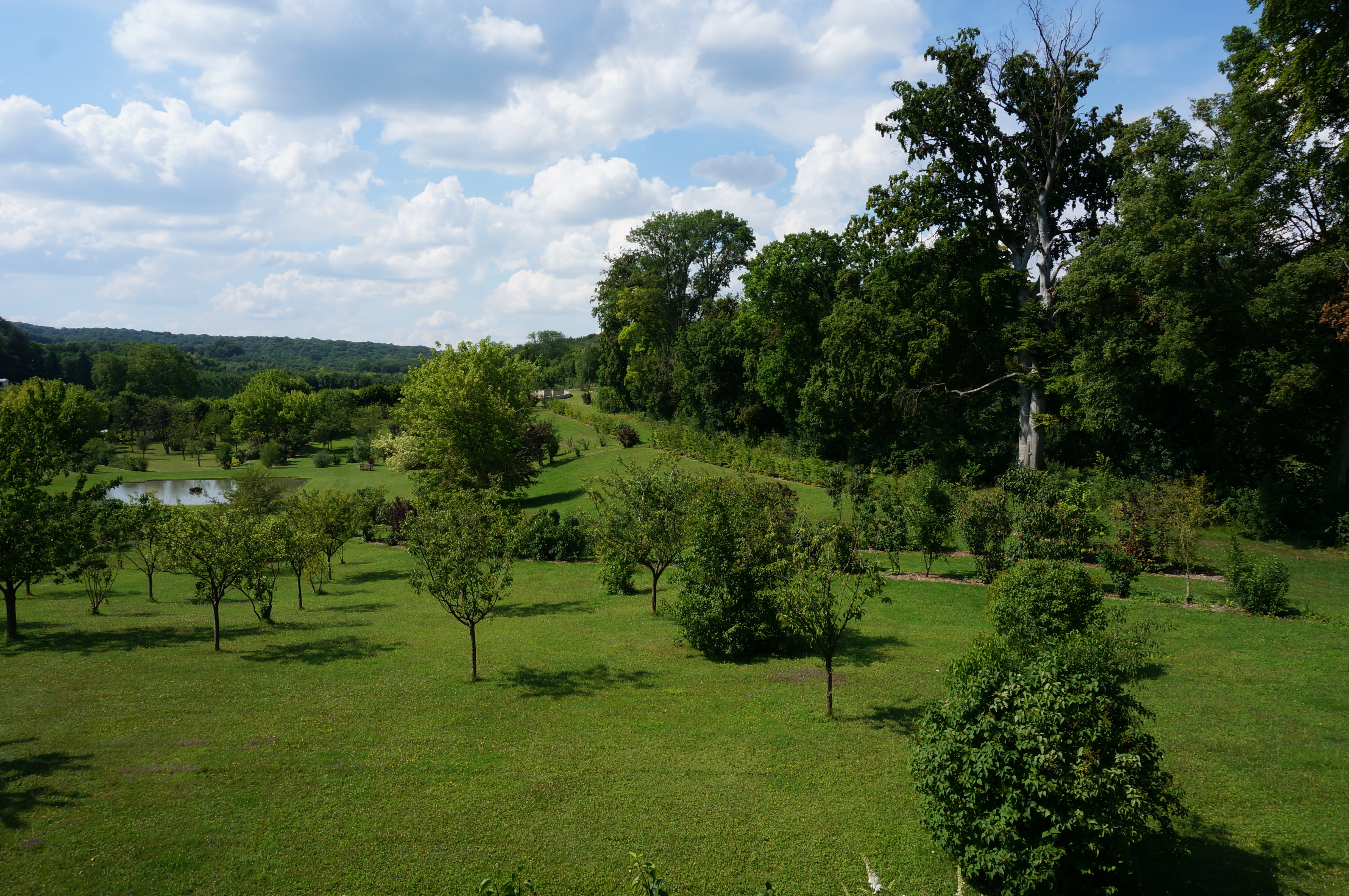
Parc du château de Louvois, partie sud.

- 1218 : la seigneurie de Louvois est propriété de Gaucher V de Châtillon comte de Saint-Pol[5];
- 1352 : Eude Dazieu ;
- 1399 : famille de Sarbruc, Aimé puis Robert ;
- 1520 : famille de Silly, Charles puis Louis, Antoine et Catherine ;
- 1576 : Vente à Claude Pinart, seigneur de la Cramail, directeur des finances de Charles IX ; 1605 : Claude Pinart (fils), François de Mouville, Antoinette et Charlotte (ses enfants) ; Eustache III de Conflans (fils de Charlotte).
- 1625 : La baronnie de Louvois est érigée en marquisat pour Henri de Conflans.
- 4 février 1656 :  vente à Michel Le Tellier, puis cession à François Michel Le Tellier de Louvois le 19 mars 1662, à l'occasion de son mariage et qui prend le titre de marquis de Louvois.
- 1681 : fin des travaux d’aménagement du parc et du château.
- 1694 : propriété du Marquis de Barbezieux (fils de Louvois). En 1701, rachat par Anne de Souvré, la veuve de Louvois ; le château reste dans la famille jusqu'à Louis-Sophie le Tellier, arrière-petit-fils de Louvois.
- 3 février 1776 : Achat par Mesdames Adélaïde et Sophie de France, filles de Louis XV et tantes de Louis XVI[6].
- 1793 : Saisie révolutionnaire et vente du château comme bien national, à la condition qu'il ne soit pas démembré et que l'acquéreur fasse la preuve de revenus nécessaire à son entretien. Acquis par sieur Louis Vincent Pommier (1798) puis, successivement, par le banquier Hainguerlot (1799) et le sieur Pierre Dambrun (1805) ; lors de cette période il est démantelé, les pierres, puis du bois, vendus.
- 16 mai 1812 : Achat par l'entrepreneur Jean-Joseph Davias, qui le restaure en partie.
- 15 septembre 1826 : il devient la propriété de Claude-Julien Provost, qui le vend, le 20 décembre 1827 à Pierre Charles, 2e baron Hémart de La Charmoye. Il passe ensuite à son fils Pierre Elie, 3e baron Hémart de La Charmoye (1826-1871), puis est vendu par le fils de son cousin germain et beau-frère, Lazare Elisée, 5e baron Hémart de La Charmoye puis par la tante de celui-ci, Marie-Françoise Hémart de La Charmoye, comtesse de Bengy . C'est la période où un jardin paysagé est édifié.
- 3 février 1877 : il est acheté par Frédéric Gabriel Chandon de Briailles (A.D. Marne, 69 D 120) qui a pour objectif de lui rendre son aspect du XVIIIe siècle. Il reste dans la famille et passe à François puis Frédéric.
- 1973 : il est acheté par El Tajir establishment pour Zayed ben Sultan Al Nahyane.
- 1983 : achat par la famille Garnier.
- 1989 : achat par Laurent-Perrier.
- 2 juillet 2015 : le château et le parc sont inscrits au titre des monuments historiques[7].

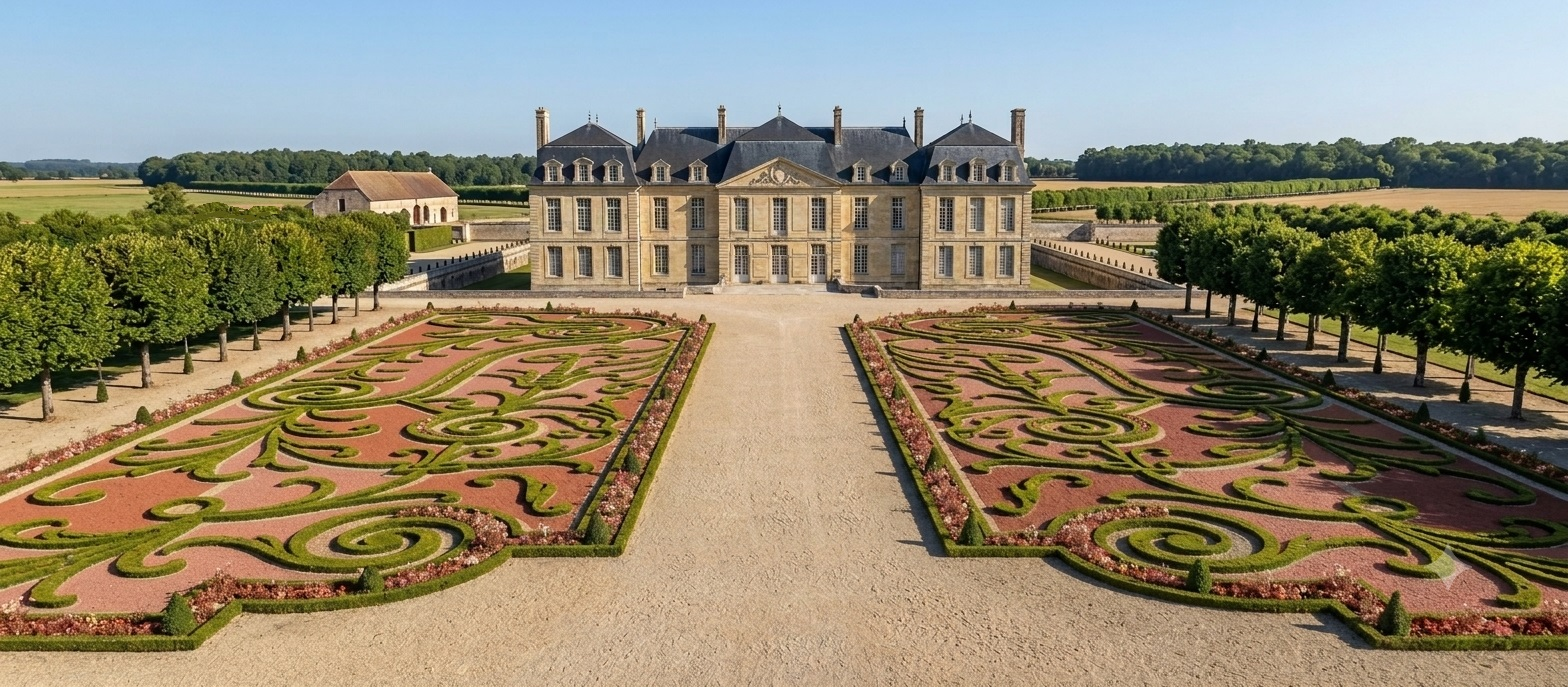
Vues vers le sud/ouest : du parterre de Louvois depuis le haut de la Grotte ;
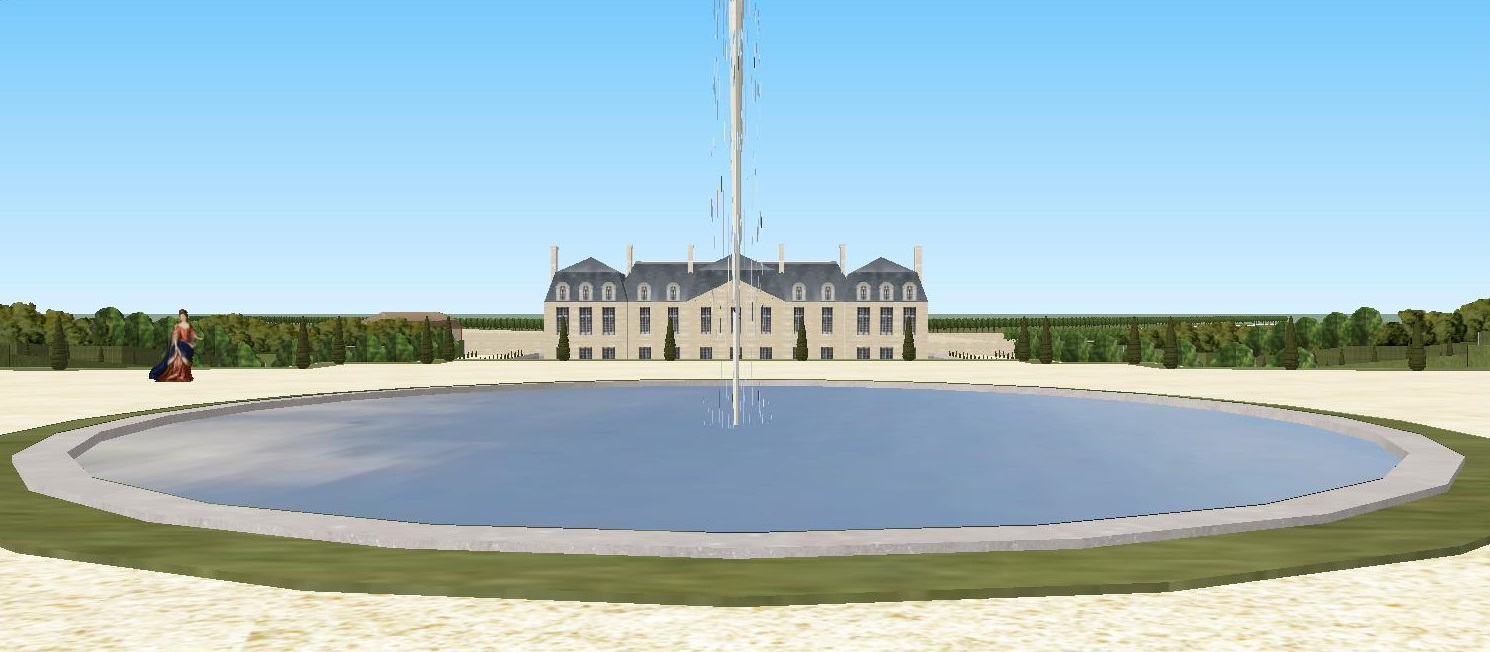
depuis le bassin circulaire situé au-dessus de la Grotte ;
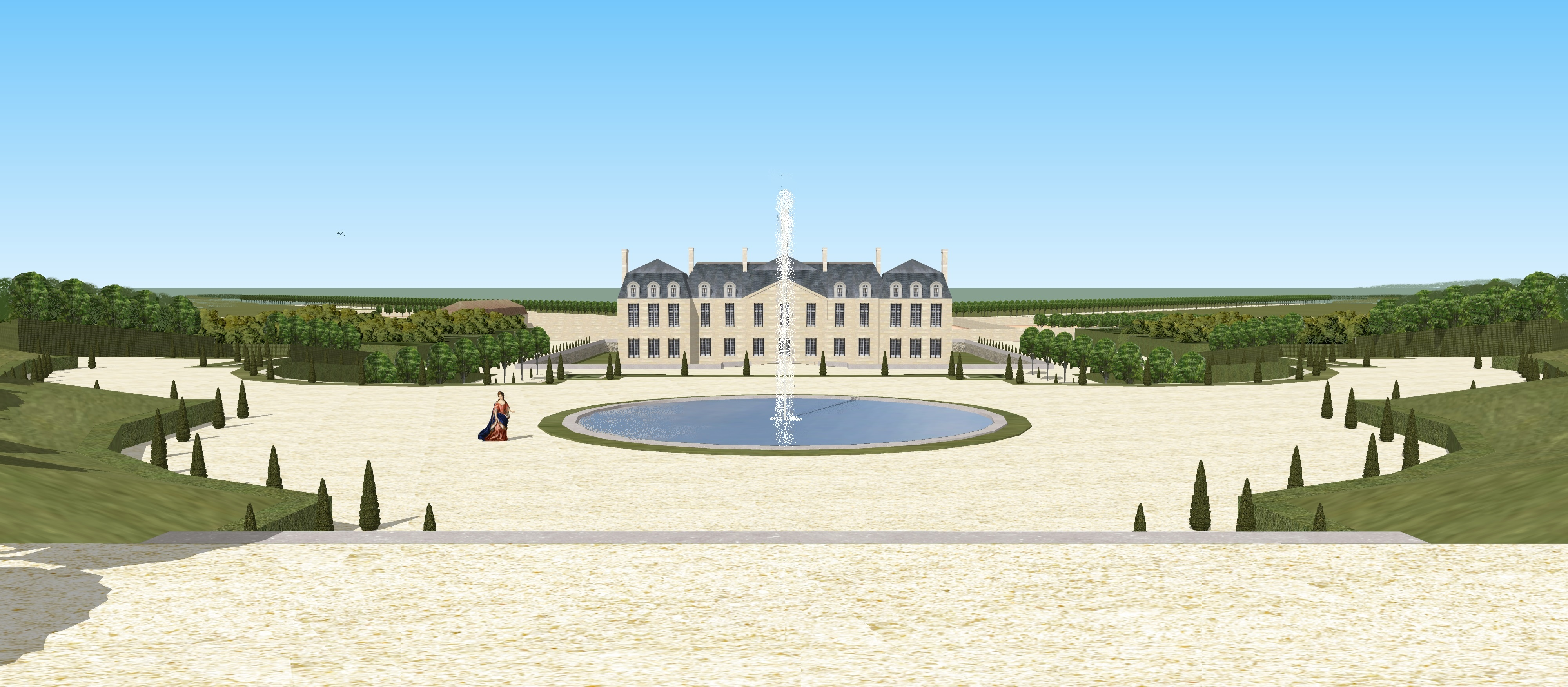
depuis le haut de l'escalier central. Le parterre est "effacé" et le bassin s'ajuste parfaitement avec le château. Jeu visuel typique d'André Le Nôtre ;
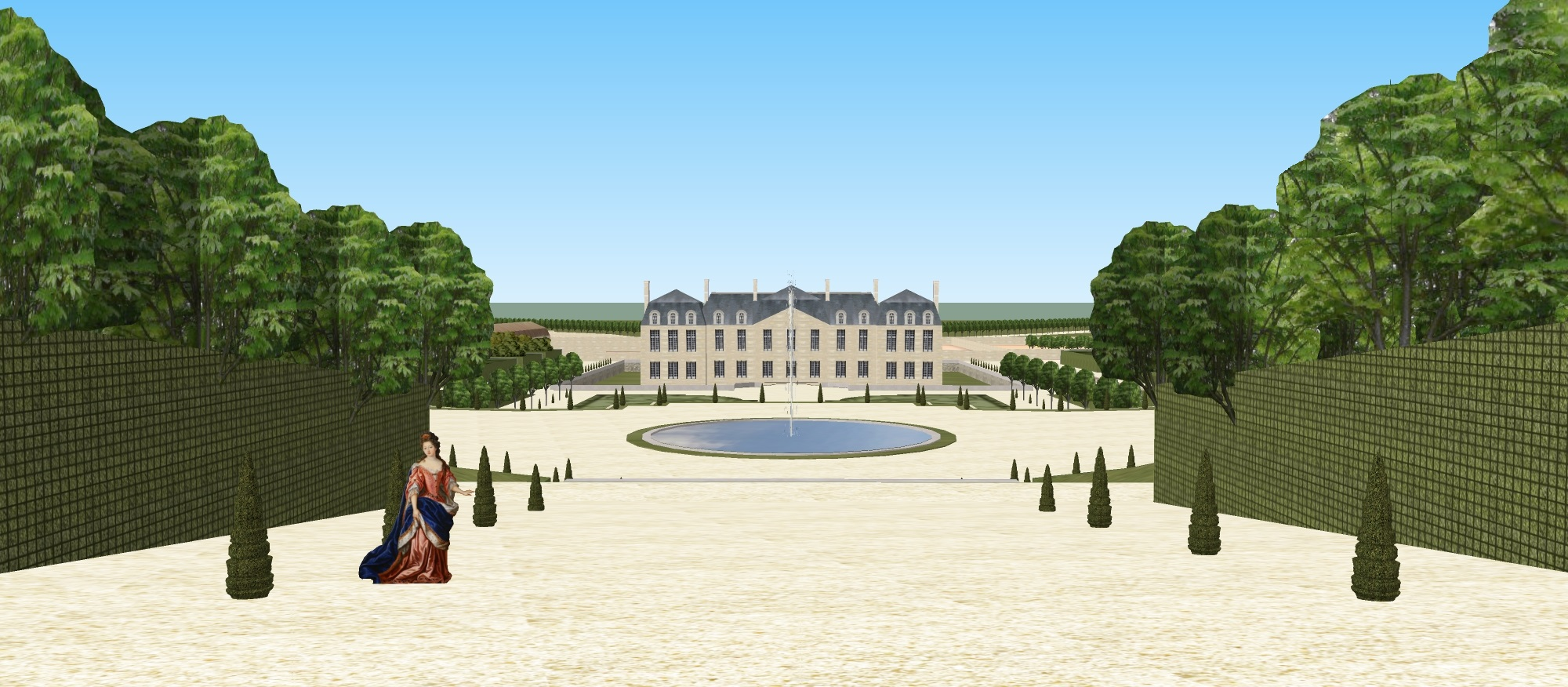
et du jardin de Louvois depuis l'allée haute centrale.